# Шестовицький археологічний комплекс

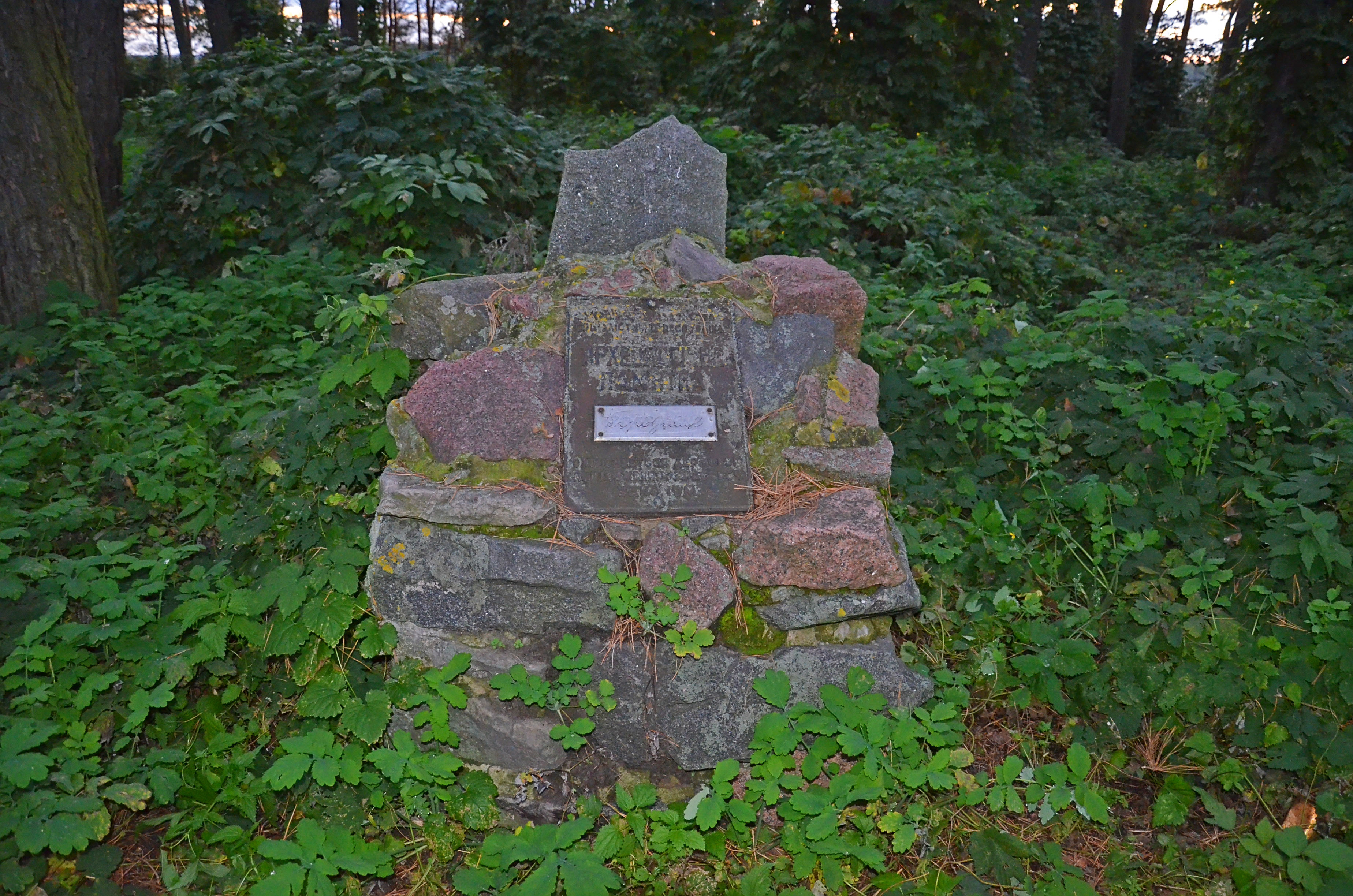
Городище Коровель, с. Шестовиця

«Шестовицькій археологічний комплекс» складається з городища, посаду, подолу та двох курганних могильників (на терасі та в заплаві р. Жердови, притоки р. Десни); датується в основному X ст.; розташований в урочищі Коровель, біля села Шестовиця, неподалік від річки Десна, 12 км на південний захід від Чернігова.

## Відсутність назви міста в середньовічних джерелах
Зазначене поселення не згадується в літописах та першоджерелах Київської Русі, Скандинавії, Європи — і досі не визначено його історичну назву.

## Дослідження Шестовицького археологічного комплексу.
Перші дослідження Шестовицького археологічного комплексу пов’язані з ви вченням поховальних старожитностей. Шестовицкі кургани вже тоді піддавалися грабіжницьким розкопкам шукачами скарбів. У 1874 р. на деяких зруйнованих курганах М.О. Константинович провів контрольні розкопки, в процесі яких, на дні грабіжницьких ям фіксувалися сліди поховальних кострищ із залишками трупоспалень.
Перші розкопки зробив у 1925-27 роках співробітник Чернігівського історичного музею Петро Смолічев.
1946-го, 1948-го та у 1956—1958 роках розкопки було продовжено:
- Городище княжої доби IX—XII століття — розкопані напівземлянки з глинобитними печами, господарські ями, заповнені слідами залізоробного виробництва, залишки валів і сліди рову; знайдені уламки жорен, скляні браслети й намиста, шиферні пряслиця, залізні наконечники стріл, бронзовий енкольпіон (нагрудний хрестик).
- «Курганський могильник» налічує декілька сотень курганів, з яких розкопано понад 150. Зокрема за поховальним обрядом: 57 зі трупоспаленням, 48 з трупопокладенням, 48 порожні кенотафи. У 7 курганах були поховання разом від 2 до 9 небіжчиків, чоловіків, жінок і дітей. У багатьох похованнях знайдені воїни з убитими рабинями, бойовими кіньми, зброєю. Багатий інвентар (деякі речі скандинавського походження): зброя (бойові сокири, мечі, наконечники списів, кинджали, сагайдаки зі стрілами); прикраси та побутові речі (ножі, гребені, ліпний та гончарний посуд); залишки одягу, застібки-фібули; арабські та візантійські монети. Більшість курганів датується X—XI ст., тільки деякі XII ст.

## Розкопки від 1998 року: одне з найбільших в Європі «поселень вікінгів»

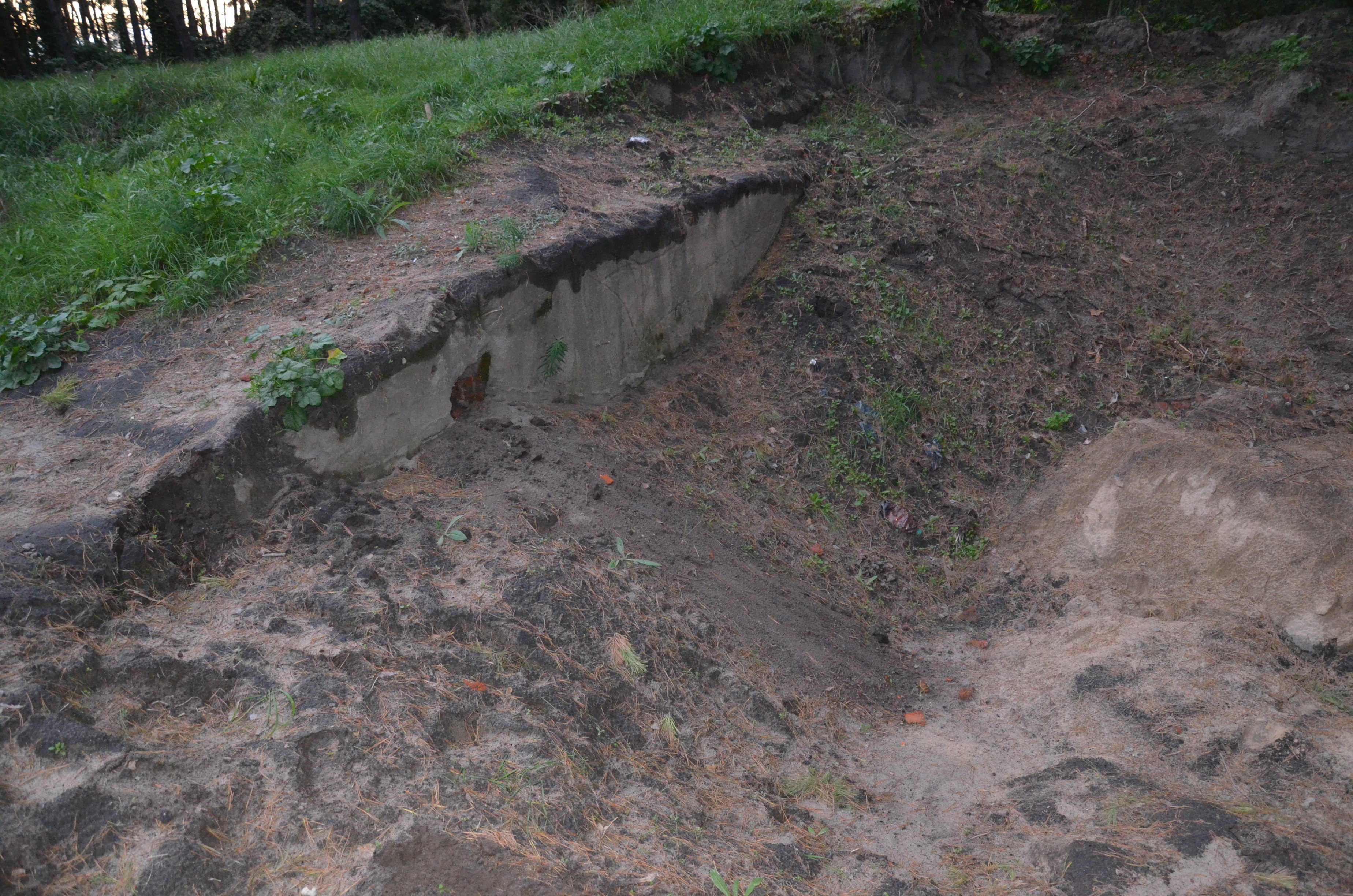
Городище Коровель, розкопки 2012 р.

Від 1998 року відновлено щорічні розкопки (до теперішнього 2010 р.), які ведуться «Шестовицькою міжнародною археологічною експедицією», створеною 1998 році силами українських, російських та норвезьких археологів, Інститутом археології Національної Академії наук України та експедицією Чернігівського педагогічного університету на чолі з В. П . Коваленко.. За період 1998—2010 років: розкопано 6120 м²., у 2006 році знайдено «поховання варязького конунга», яке визначено (академіком П. П. Толочко) як «сенсація року в українській археології».
Від 1990-их років  «Шестовицький археологічний комплекс» визнаний (істориками Норвегії та України) як «одне з найбільших поселень вікінгів в Європі» (більші за розміром «поселення вікінгів» існували в Скандинавії; див. також  «Гньоздовські кургани» поблизу Смоленська).

## Від 2001 року: фестиваль «Коровель»; літня міжнародна археологічна школа
Від 2001 року на базі експедиції:

- Щорічно у липні проводився фестиваль історичного фехтування «Коровель» (останній відбувся у 2012 році). У 2014 був проведений фестиваль середньовічної культури та історичного фехтування "Сіверські вікінги".[12]
- Проводиться «літня польова міжнародна археологічна школа», в якій щорічно проходять практику до 500 студентів та аспірантів із Центральної та Східної Європи.

Планується будівництво туристичного комплексу з «історичним музеєм просто неба», у якому буде представлена києво-руська та варязька культура X століття.